# シャベル
シャベル（英: shovel, 英語発音: /ˈʃʌvəl/）は、土砂、石炭、砂利、雪などの粗い粉状の素材を掘ったり、持ち上げて移動させるための道具。柄と柄の先端に取り付けられたスプーン状の幅広の刃からなる。
日本語では名称に揺らぎがある。オランダ語由来のスコップ（オランダ語: schop, [ˈsxoːp] スホープ）とも呼び、地域や道具の大きさで呼び分けることがある（後述）。漢字では円匙と書き「えんし」と読むが、旧日本軍・自衛隊では「えんぴ」とも呼ぶ。方言ではシャボロと呼ぶ地方もある。また、同様の目的を持つ大型の土木機械はショベル（油圧ショベルなど）と呼ばれる。

## 歴史
シャベルは踏み鋤とともに掘棒から発達したものと考えられている。
農業は約1万5千年前に東南アジアで始まったイモ作農業に起源があるとされる。農業が始まった当時の農具は掘棒と鍬だけであったが、鍬が農業の開始とともに出現したのに対し、掘棒は農業が始まる以前の採集や狩猟の時代から使用されていた。農具の発達とともに掘棒は踏み鋤やシャベルに進化した。全金属製のシャベルはサルマーン・アル＝ファーリスィーが627年の世界初の塹壕戦であるハンダクの戦いで発明使用したとされている。そのシャベルの実物は現在でもエジプトのサルマーンモスクに宝物として安置されている。

## 日本語における「シャベル」と「スコップ」の区別
日本のJISでは足をかける部分があるものをシャベル、無い物をスコップとしている。
通俗的にはシャベルとスコップの区別は様々で、西日本では大型の物を「シャベル」・小型の物を「スコップ」と呼ぶが、東日本では逆に小型の物を「シャベル」・大型の物を「スコップ」と呼ぶとされる。

## 規格
日本産業規格（JIS）では土木用・農事用・家庭用のシャベルおよびスコップについて、JIS A 8902 ショベル及びスコップ (Shovels and Scoops) として規格化されている。原案作成は全国ショベル・スコップ工業協同組合で、1954年（昭和29年）1月30日に制定された。
1988年（昭和63年）1月1日付けで改正されたJIS A 8902では、土砂などをすくう先端部をさじ部、柄を軸部または柄部、末端の持ち手を握り部と称し、さじ部には規定の成分からなる鋼板またはこれと同等以上の品質の鋼板を、軸部にはカシまたはこれに準じる品質の堅い木材（規定の含水率以下）か、構造用鋼・ステンレス鋼・アルミニウム・樹脂などのパイプを材料に用いるよう定めている。
シャベルおよびスコップの図面が記載された付図を参照すると、さじ部が足を掛けることのできる形状になっているものがシャベル（付図1 - 5）、そうでないものがスコップ（付図6）となっており、シャベルのうち、さじ部の形状がとがっているものを丸形（付図1、3）、四角いものを角形（付図2、4）としている。また、握り部についてはアルファベットのYの字の形と定めている。

## 種類

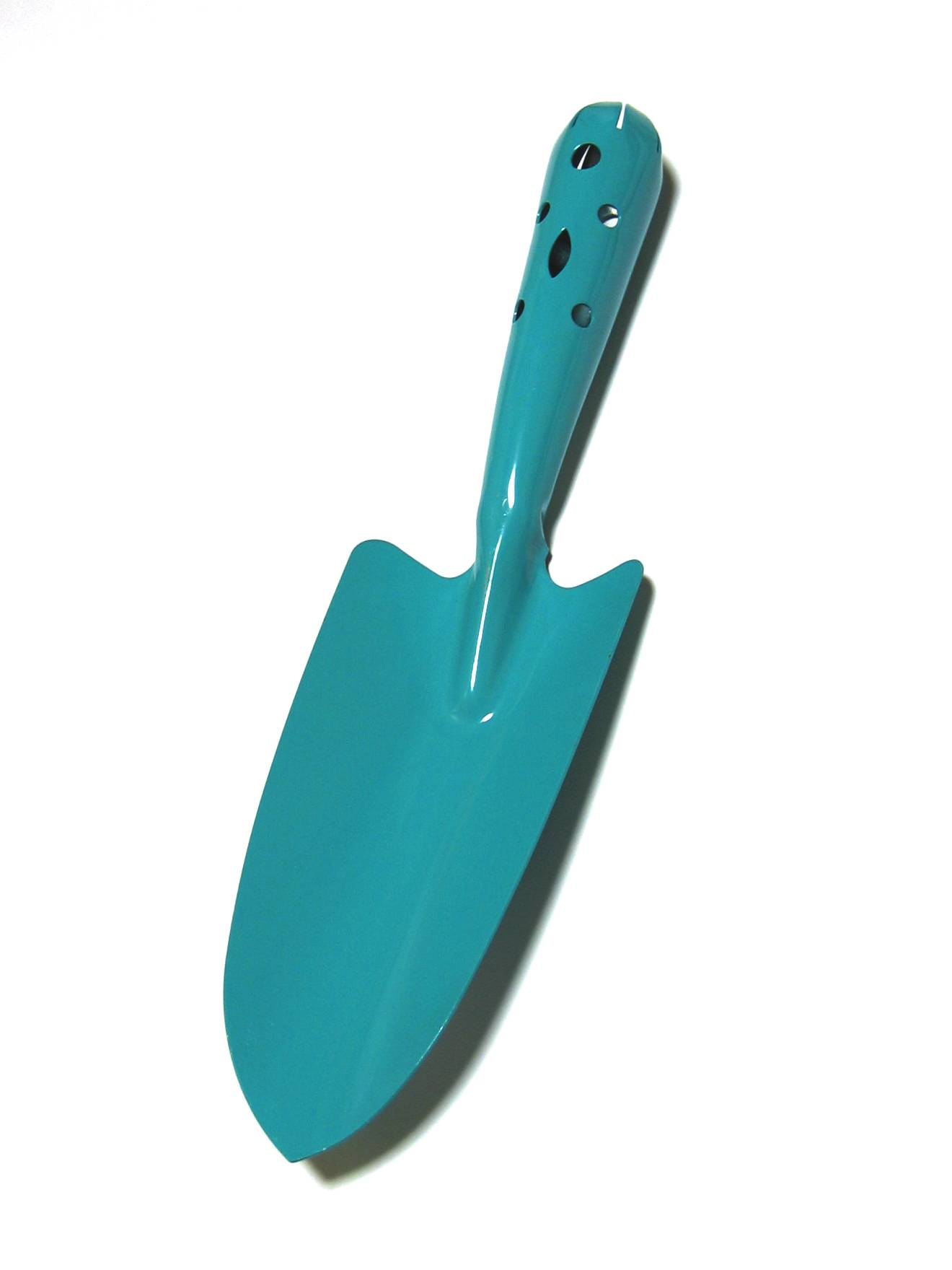
園芸用こて

シャベルは使用目的に合わせて様々な種類がある。
剣（剣先）スコップ
刃先が尖った形状の、日本で土木作業に最も一般的に使用されるシャベル。全長はおおよそ1メートル強。上記の通り柄の終端はY字型で、二又部分に柄と直交する向きにグリップがついている。古くは柄の先端に直接握りをつけたT字型であった。この形態は比較的やわらかい対象に腕の力だけで打ち込む、速さを優先した作業に適する。海外では2メートル程度の一直線の長柄がついた物も使われており、これは地面に打ち込んで掘り起こす際に梃子の原理で大きな力をかけることができ、硬い地面を掘るのに適する。
角（角型）スコップ
平スコップとも呼ばれる。先端が直線状の方形のブレードを備え、剣先スコップに次いで主用される。堅い土には食い込みやすい剣先、砂地など軟らかい箇所には一度に多くを掘り取れる角型と、土質により使い分ける。また、掘る以外にも砂利や堆肥などを取り分ける作業で対象を残さず掬い取ることができる。
窓スコップ
ブレードにいくつも肉抜き穴が開けられている、粒の大きい砂利を篩い分けたり、粘土質など固まりやすい対象をすくうためのスコップ。通常のスコップより軽いため、大きな土塊になるものを扱う作業の労力を軽減する。
石炭用シャベル
幅広で平らな刃を持ち、石炭がこぼれ落ちないように刃の両脇が曲げられている。Dの字状（柄から二又に分かれた取っ手に横棒）の取っ手が付いている。
雪かき用シャベル
刃はアルミニウムやプラスチック製の軽量で、非常に幅広で湾曲している。取っ手として柄に横棒が取り付けられている。雪を押し、持ち上げるように設計されている。老若男女を問わず扱えるように軽量化した代償としてブレードが軟らかい材質で作られており、特に舗装路上で使うと急速に磨耗するのが欠点で、消耗品として割り切る必要がある。
スペード（英：spade）
土掘り用のシャベルで、刃はゆるく湾曲しており両脇は無い。刃の先端は尖っているが、反対側は平たく成形されている。刃を地面に突き刺して土をすくう。この時刃の平たい部分に足を掛け、体重を載せる事で刃を地面に深く差しこむことができる。spade（原義は「剣」）の日本語訳としては踏み鋤が当てられるが、こちらは農具である。
塹壕用シャベル
軍用シャベルである。刃の形状は剣先スコップ、もしくはスペード型に似ている。塹壕用シャベルの第一義的な任務は塹壕を掘ったり整備したりすることであるが、塹壕戦においては敵兵との不意の遭遇も多かった。そのころには刀槍による白兵戦は廃れていたが、手持ちのシャベルは近接格闘・護身には有用な武器になることから、殺傷力を高めるために縁を研いで刃付けする場合があった。現在主流の折りたたみ可能な製品は、掘削器具として使いやすいよう設計されている反面、武器としての利用には適さない形状であることが多い。
園芸用こて（英：trowel）
片手で持つ小型のシャベルで、苗の植え替えなど園芸用途に用いるもの。移植ごてとも呼ぶ。

## 軍隊でのシャベル

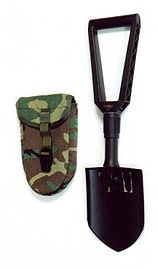
現在の折畳式の柄手つきEntrenching tool

軍隊におけるシャベルは、1869年にデンマーク陸軍のヨハン・リンネマンde:Johan_Linnemannが発明し1870年にシャベル、のこぎり、ナイフ、フライパン、測定器の機能を併せ持つリンネマン式円匙の特許を取得したことに始まる。このシャベルの特徴は金輪で刃に付いている舌を締め付けることで柄と刃を固定しており自由に分割できることに特徴がある。万が一柄が破損、紛失しても現場の適当な木の枝や金属棒で代用できる。
リンネマン式円匙は初めデンマーク陸軍に柄の脱着機能だけを残して簡略化されたモデルが256本採用されるのみにとどまり全く採算が取れなかったために、成功を求めたリンネマンはウィーンにリンネマン式円匙の工場を設立。第一次大戦では塹壕戦が確立されたために今まで以上にシャベルの重要性が増しオーストリア、ドイツ、フランス、ルーマニア、ロシアがリンネマン式円匙を採用した。ただしロシア以外の国はパテント料を一切払わず違法コピー品を使用した。
ロシアでは今なおほとんど当時のままのリンネマン式円匙が使われ続けておりMPL-50といる名称がつけられている。
シャベルは戦場において、特に第一次世界大戦以降、塹壕や排泄用の穴を掘る道具として使用され（排泄物の臭気を巻き散らさない事は住環境を守るためだけでなく、敵側に察知されないためでもある）、このため歩兵などの兵科では兵士の個人携行物となっている。また、白兵戦の際の打突武器としても有用であり、第二次世界大戦の時ソビエト軍兵士と赤軍パルチザンはシャベルを白兵武器として使い、現代のロシア軍スペツナズもシャベルを使う戦闘技術を訓練している。
多くの軍用車両がシャベルを装備しており、これらは車内に納められるか車外にツルハシやジャッキなどとセットでクランプ留めされ、車両がスタックした場合や陣地を構築する際に使用される。
日本陸軍ではシャベルを「円匙」と書き「えんぴ」と読んでいた。「円匙」の本来の読みは「えんし」であり、「えんぴ」は本来誤読である。日本陸軍では土木工事用の大きなシャベルを「大円匙（だいえんぴ）」、携行用を「小円匙（しょうえんぴ）」と呼び分けていた。大円匙は工兵が使用するものであり、工兵達は歩兵の携帯する小円匙を「耳かき」と俗称していた。兵士の個人携行物の一つである小円匙は、使用時に木製の柄を刃部へ差し込み、金属管の締め付けによる摩擦力で留める構造となっている。携行時は柄と刃に分離したうえで背嚢などに固定する。柄の中ほどと刃部の上側（柄の取りつけ部付近）に穴が設けられ、両者にロープが通してあった。このロープは刃と柄の紛失防止のほか、雨、泥での滑り止めとしても機能し、組み立てた小円匙を肩に負うためにも用いられた。柄頭部分の先端には柄手がなく、代わりに握り込めるよう丸く成形されている。なお1930年代後半に制式採用された「中円匙（ちゅうえんぴ）」九八式円匙の刃部は防弾鋼鈑で作られ、刃中央部に目の幅にごく小さな2つの穴を設け、それを覗き穴として、簡易な防盾（盾）として使用できるようになっていた。
アメリカ陸軍は、第二次世界大戦中の1943年にM1943Entrenching tool（直訳すると「1943年型塹壕掘り工具」）を採用している。M1943はドイツ国防軍の1938年型シャベルを参考に設計され、柄と刃の取りつけ部分が回転して折りたたみができ、携行しやすく、刃を柄と90度の角度で固定させることができるので、鍬（くわ）のように使うことができた。柄頭部分に取っ手はない。同様の構造のものが、現在でも各国で軍用あるいは民生用として製造されている。アメリカではM1943の後継品として、つるはしとして使うための起倒式突起が追加されたM1951も採用されている。
ソビエト連邦軍（労農赤軍）は砲身部分を柄として、スペード形の底板を刃として組み替える、迫撃砲兼シャベルとなる特殊な兵器を装備していた（37mm軽迫撃砲）。後継兵器として、現代ロシア軍にもシャベルの柄の部分が単発式擲弾発射器となっている “ранатомёт-лопата Вариант” が存在する。